# Allognathus
Allognathus é um género de gastrópode  da família Helicidae. 
Este género contém as seguintes espécies:
- Allognathus graellsianus (Pfeiffer, 1848)
- Allognathus grateloupi (Graëlls, 1846)